# Красноперекопський район
Переко́пський райо́н (рос. Красноперекопский район, крим. Or Qapı rayonı) — колишній район, розташований у північній частині Автономної Республіки Крим, зараз у складі Перекопського району.
На півночі омивається озером Сиваш, на заході — Каркінітською затокою Чорного моря.
12 травня 2016 року Верховна Рада України перейменувала «Красноперекопський район» на «Перекопський». Постанова про перейменування набере чинності після повернення тимчасово окупованої території Автономної Республіки Крим та міста Севастополя під загальну юрисдикцію України.

## Географія
Красноперекопський район розташований на півночі Автономної республіки Крим і займає площу — 1231 км².
Район межує:
- з півночі — із землями Армянської міськради;
- з півдня — з Первомайським районом;
- з південного заходу — з Роздольненським районом;
- з південного сходу — з Джанкойським районом.

Із заходу землі району омиває Каркінітська затока Чорного моря, зі сходу — води Сиваша.
З південного сходу на південний захід район перетинає сухоріччя Криму — Чатирлик із припливом Воронцовку, в гирлі якого є ставки рибницького господарства.
У районі 8 великих солоних озер: Айгульське, Ян-Гул, Старе, Червоне, Кіятське, Керлеутське, Кругле та Чайка, які є місцями розробки солі. Води Сиваша, що омиває район зі східного боку, також багаті мінеральними солями: хлористого магнію, калію, брому та ін.
Район перетинають: автомагістраль E97 (Сімферополь-Херсон), залізнична гілка Джанкой-Херсон, Північно-Кримський канал.
Рельєф району рівнинний.
На території акваторії Каркінітської затоки, що належить до району, розташований Каркінітський орнітологічний державний заказник, заснований у 1978 із загальною площею 27 646 га.

## Історія
Після встановлення в Криму Радянської влади, за постановою Кримревкома від 8 січня 1921 № 206 «Про зміну адміністративних кордонів» була скасована волосна система і, в складі Джанкойського повіту (перетвореного з Перекопського) був утворений Ішуньський район, а 1922 року повіти отримали назву округів. 11 жовтня 1923, згідно з постановою ВЦВК, в адміністративний поділ

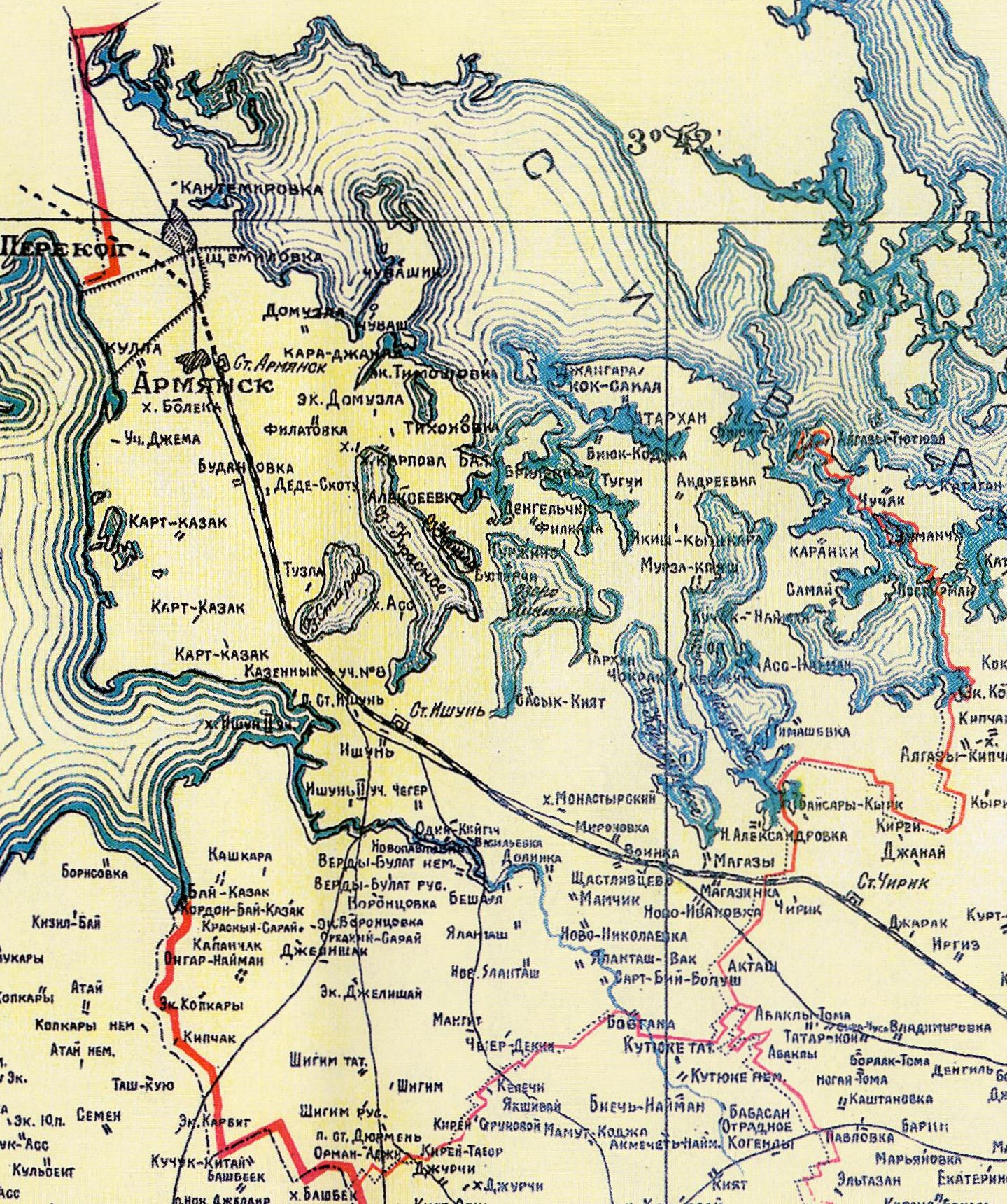
Ішуньський район на карті Кримського статистичного управління, 1922 рік

Кримської АРСР були внесені зміни, внаслідок яких округи були скасовані, Ішуньський район скасований, а населені пункти передали до складу Джанкойського району. Постановою ВЦВК від 30 жовтня 1930 Ішуньського район був відновлений, а 1938 року перейменовано на Червоно-Перекопський, з центром у селі Армянськ.
1954 року у складі Кримської області був приєднаний до Української РСР. З 1991 року — у складі незалежної України.
У березні 2014 року район анексований Російською Федерацією.

## Економіка
Сільське господарство району спеціалізується на вирощуванні зернових культур (35169 га ріллі). У районі працює 14 сільськогосподарських підприємств і 65 фермерських господарств.
Промислові підприємства району: ЗАТ «Красноперекопський рисовий завод», Красноперекопська філія СП «Сімферопольський консервно-сушильний завод», консервний завод ТОВ «Скіф» та ін.

## Соціальна сфера
У районі діють 16 загальноосвітніх шкіл; центр дитячої і юнацької творчості, 12 сільських будинків культури, 17 сільських клубів-філіалів, 31 бібліотека. 5 колективів художньої самодіяльності мають звання «народний» і «зразковий»; є танцювальний колектив «Сувенір».

## Склад району
До складу Красноперекопського району входить 12 сільських рад, які об'єднують 38 сіл.
У дужках наведені історичні назви сіл, що були змінені в 1945-49 роках після депортації кримських народів.
| - Братська сільська рада - Братське (Ялан-Туш) - Полтавське (Джан-Сакал-Мангит) - Сватове (Султанаш) - Вишнівська сільська рада - Вишнівка (Тархан) - Зелена Нива (Сасик-Кият) - Кріпке (Кучюк-Кият) - Уткіне (Бостерчі) - Воїнська сільська рада - Воїнка - Істочне (Адій-Кийгач) - Іллінська сільська рада - Іллінка (Вілор, до 1920 р. Яни-Джелішай) - Воронцівка (Киш-Кара) - Курганне (Біюк-Киш-Кара) - Трактове (Каланчак) - Ішуньська сільська рада - Ішунь - Новорибацьке - Ас - Танкове - Красноармійська сільська рада - Мирза-Кояш - Надеждине (Тогун) - Смушкине (Уржине) | - Магазинська сільська рада - Магазинка (Магази) - Богачівка (Бай-Сари) - Новоолександрівка (Алчин) - Новоіванівка (Джанилар) - Новопавлівська сільська рада - Новопавлівка (Адій-Кийгач) - Долинка (Кучук-Мамшак) - Привільне (Берді-Болат) - Орлівська сільська рада - Орлівське (Бай-Болуш) - Знам'янка (Татар-Кутуке) - Новомиколаївка (Біюк-Мамчик) - Шатри (Бозгана) - Почетненська сільська рада - Почетне (Тузла) - П'ятихатка - Совхозненська сільська рада - Каракуль - Рисове - Таврійське (Карт-Казак) - Філатівська сільська рада - Філатівка - Карпова Балка |

## Населення
Розподіл населення за віком та статтю (2001)
| Стать | Всього | До 15 років | 15-24 | 25-44 | 45-64 | 65-85 | Понад 85 |
| --- | ------ | ----------- | ----- | ----- | ----- | ----- | -------- |
| Чоловіки | 15 294 | 3284        | 2547  | 4703  | 3401  | 1325  | 34       |
| Жінки | 16 549 | 3096        | 2462  | 4381  | 3997  | 2458  | 155      |
| \| Статево-вікова піраміда \| Статево-вікова піраміда \| Статево-вікова піраміда \| \| ----------------------- \| ----------------------- \| ----------------------- \| \| Чоловіки \| Вік \| Жінки \| \| 34 \| 85 + \| 155 \| \| 55 \| 80-84 \| 182 \| \| 200 \| 75-79 \| 508 \| \| 485 \| 70-74 \| 860 \| \| 585 \| 65-69 \| 908 \| \| 918 \| 60-64 \| 1200 \| \| 596 \| 55-59 \| 775 \| \| 799 \| 50-54 \| 956 \| \| 1088 \| 45-49 \| 1066 \| \| 1307 \| 40-44 \| 1242 \| \| 1211 \| 35-39 \| 1132 \| \| 1034 \| 30-34 \| 972 \| \| 1151 \| 25-29 \| 1035 \| \| 1224 \| 20-24 \| 1102 \| \| 1323 \| 15-20 \| 1360 \| \| 1426 \| 10-14 \| 1364 \| \| 1065 \| 5-9 \| 944 \| \| 793 \| 0-4 \| 788 \| |        |             |       |       |       |       |          |
| Статево-вікова піраміда |        |             |       |       |       |       |          |
| Чоловіки | Вік    | Жінки       |       |       |       |       |          |
| 34 | 85 +   | 155         |       |       |       |       |          |
| 55 | 80-84  | 182         |       |       |       |       |          |
| 200 | 75-79  | 508         |       |       |       |       |          |
| 485 | 70-74  | 860         |       |       |       |       |          |
| 585 | 65-69  | 908         |       |       |       |       |          |
| 918 | 60-64  | 1200        |       |       |       |       |          |
| 596 | 55-59  | 775         |       |       |       |       |          |
| 799 | 50-54  | 956         |       |       |       |       |          |
| 1088 | 45-49  | 1066        |       |       |       |       |          |
| 1307 | 40-44  | 1242        |       |       |       |       |          |
| 1211 | 35-39  | 1132        |       |       |       |       |          |
| 1034 | 30-34  | 972         |       |       |       |       |          |
| 1151 | 25-29  | 1035        |       |       |       |       |          |
| 1224 | 20-24  | 1102        |       |       |       |       |          |
| 1323 | 15-20  | 1360        |       |       |       |       |          |
| 1426 | 10-14  | 1364        |       |       |       |       |          |
| 1065 | 5-9    | 944         |       |       |       |       |          |
| 793 | 0-4    | 788         |       |       |       |       |          |

Національний склад населення району за переписом 2001 р. та 2014 р. 
|                 | 2001        | 2001      | 2014        | 2014      |
|                 | чисельність | частка, % | чисельність | частка, % |
| українці        | 13 822      | 43,4      | 7 994       | 32,3      |
| росіяни         | 10 587      | 33,2      | 10 138      | 41,0      |
| кримські татари | 5 477       | 17,2      | 4 014       | 16,2      |
| білоруси        | 397         | 1,2       | 240         | 1,0       |
| цигани          | 323         | 1,0       | 379         | 1,5       |
| татари          | 248         | 0,8       | 1 286       | 5,2       |
| молдовани       | 204         | 0,6       | 93          | 0,4       |

Етномовний склад населених пунктів району (рідні мови населення)
|                          | українська | російська | кримськотатарська |
| Красноперекопський район | 26,8       | 53,3      | 15,5              |
| ------------------------ | ---------- | --------- | ----------------- |
| Братська сільрада        | 42,0       | 38,9      | 17,8              |
| Вишнівська сільрада      | 34,6       | 48,2      | 13,7              |
| Воїнська сільрада        | 12,8       | 51,7      | 27,1              |
| Іллінська сільрада       | 28,9       | 64,1      | 5,9               |
| Ішунська сільрада        | 28,7       | 62,6      | 5,4               |
| Красноармійська сільрада | 19,3       | 45,4      | 23,2              |
| Магазинківська сільрада  | 20,2       | 59,1      | 16,0              |
| Новопавлівська сільрада  | 27,7       | 40,4      | 31,0              |
| Орлівська сільрада       | 32,7       | 39,0      | 20,8              |
| Почетненська сільрада    | 42,8       | 49,7      | 5,2               |
| Совхозненська сільрада   | 25,6       | 70,8      | 3,1               |
| Філатівська сільрада     | 26,6       | 49,0      | 16,7              |

## Пам'ятки
У Красноперекопському районі Криму нараховується 22 пам'ятки історії, всі — місцевого значення.